# جمشكزك
چمشكزك (بالتركية: Çemişgezek) (بالكردية: Melkişî) هي بلدة ومقر مديرية چمشكزك في محافظة تونجلي في تركيا، بلغ عدد سكانها 3,009 نسمة في عام 2021.
تتكون البلدة من سبعة أحياء هم چوقور وحاجيجامي وحماماتيك وقلعه ومسجد وتبه باشي وينيمحله وسكانها من الكرد والترك.